# Omnia (parfum)
Pour les articles homonymes, voir Omnia.
Omnia est un parfum à base d'iris, de rose et de bois, créé en 2007 par la société de luxe italienne Bvlgari. 
Le flacon présente une forme de bague « alliance. » Il existe également en coffret avec une petite trousse de couleur mauve, décorée du signe ancré.